# 1986年のイギリス・フォーミュラ3選手権
1986年のイギリス・フォーミュラ3選手権は、同選手権における通算36年目となるシーズン。3月9日にスラクストンで開幕し、イギリス国内の各サーキットを転戦した後、10月5日にシルバーストーンで最終戦を迎えた。基本的にはイギリス国内のサーキットを中心に行われたが、同年はオランダのザントフォールト、ベルギーのスパ・フランコルシャンとゾルダーがスケジュールに組み込まれた。チャンピオンは昨年度ランキング2位を獲得したアンディ・ウォレスが2年目で栄冠を勝ち取った。2位はマウリツィオ・サンドロ・サーラ、3位はマーティン・ドネリーが獲得した。

## スケジュール及び勝者
| Rd. | サーキット                                     | 開催日  | ポールポジション               | ファステストラップ             | 優勝ドライバー                 | 優勝チーム                     |
| --- | ---------------------------------------------- | ------- | ------------------------------ | ------------------------------ | ------------------------------ | ------------------------------ |
| 1   | スラクストン・サーキット                       | 3月9日  | アンディ・ウォレス             | マーク・ギャルビン             | マウリツィオ・サンドロ・サーラ | エディ・ジョーダン・レーシング |
| 2   | シルバーストン・サーキット                     | 3月23日 | ティム・デイビス               | アンディ・ウォレス             | アンディ・ウォレス             | マジウィック・モータースポーツ |
| 3   | スラクストン・サーキット                       | 3月31日 | マウリツィオ・サンドロ・サーラ | マウリツィオ・サンドロ・サーラ | マウリツィオ・サンドロ・サーラ | エディ・ジョーダン・レーシング |
| 4   | シルバーストン・サーキット                     | 4月13日 | マウリツィオ・サンドロ・サーラ | アンディ・ウォレス             | マウリツィオ・サンドロ・サーラ | エディ・ジョーダン・レーシング |
| 5   | ブランズ・ハッチ                               | 4月20日 | アンディ・ウォレス             | ゲイリー・ブラバム             | アンディ・ウォレス             | マジウィック・モータースポーツ |
| 6   | スラクストン・サーキット                       | 5月5日  | ゲリット・ヴァン・コーウェン   | アンディ・ウォレス             | ゲリット・ヴァン・コーウェン   | スワロー・レーシング           |
| 7   | ドニントン・パーク                             | 5月18日 | マーティン・ドネリー           | マーティン・ドネリー           | マーティン・ドネリー           | スワロー・レーシング           |
| 8   | シルバーストン・サーキット                     | 5月26日 | アンディ・ウォレス             | アンディ・ウォレス             | マウリツィオ・サンドロ・サーラ | エディ・ジョーダン・レーシング |
| 9   | シルバーストン・サーキット                     | 6月8日  | アンディ・ウォレス             | アンディ・ウォレス             | アンディ・ウォレス             | ウェストサリー・レーシング     |
| 10  | オウルトン・パーク                             | 6月21日 | アンディ・ウォレス             | アンディ・ウォレス             | マーティン・ドネリー           | スワロー・レーシング           |
| 11  | ザントフォールト・サーキット                   | 6月29日 | アンディ・ウォレス             | マウリツィオ・サンドロ・サーラ | アンディ・ウォレス             | マジウィック・モータースポーツ |
| 12  | ドニントン・パーク                             | 7月20日 | マーティン・ドネリー           | デイヴ・シンプソン             | マーティン・ドネリー           | スワロー・レーシング           |
| 13  | スネッタートン・モーターレーシング・サーキット | 8月10日 | アンディ・ウォレス             | マウリツィオ・サンドロ・サーラ | マウリツィオ・サンドロ・サーラ | エディ・ジョーダン・レーシング |
| 14  | シルバーストン・サーキット                     | 8月25日 | アンディ・ウォレス             | アンディ・ウォレス             | マーティン・ドネリー           | スワロー・レーシング           |
| 15  | ブランズ・ハッチ                               | 8月31日 | アンディ・ウォレス             | ゲイリー・ブラバム             | アンディ・ウォレス             | マジウィック・モータースポーツ |
| 16  | スパ・フランコルシャン                         | 9月13日 | アンディ・ウォレス             | トーマス・ダニエルソン         | アンディ・ウォレス             | マジウィック・モータースポーツ |
| 17  | ゾルダー・サーキット                           | 9月28日 | アンディ・ウォレス             | アンディ・ウォレス             | アンディ・ウォレス             | マジウィック・モータースポーツ |
| 18  | シルバーストン・サーキット                     | 10月5日 | アンディ・ウォレス             | アンディ・ウォレス             | アンディ・ウォレス             | マジウィック・モータースポーツ |

## シリーズポイントランキング

### クラスA[4]
| 順位 | ドライバー                     | チーム                                                        | 合計ポイント |
| ---- | ------------------------------ | ------------------------------------------------------------- | ------------ |
| 1    | アンディ・ウォレス             | マジウィック・モータースポーツ                                | 121          |
| 2    | マウリツィオ・サンドロ・サーラ | エディ・ジョーダン・レーシング                                | 83           |
| 3    | マーティン・ドネリー           | スワロー・レーシング                                          | 59           |
| 4    | ゲリット・ヴァン・コーウェン   | ペガサス・レーシング スワロー・レーシング                     | 24           |
| 5    | ゲイリー・ブラバム             | ジャック・ブラバム・レーシング                                | 22           |
| 6    | ジュリアン・ベイリー           | スワロー・レーシング                                          | 21           |
| 7    | ティム・デイビス               | テラポール・プロモーション レイナード・モータースポーツ       | 20           |
| 8    | デイビッド・ハント             | セルネット・レーシング                                        | 16           |
| 9    | デイモン・ヒル                 | マレー・テイラー・レーシング                                  | 15           |
| ＝   | キース・ファイン               | セルネット・レーシング                                        | 15           |
| 11   | デイヴ・スコット               | デビッド・プライス・レーシング                                | 12           |
| 12   | マーク・ギャルビン             | アラン・ドッキング・レーシング                                | 11           |
| ＝   | ペリー・マッカーシー           | マジウィック・モータースポーツ                                | 11           |
| ＝   | トーマス・ダニエルソン         | マジウィック・モータースポーツ                                | 11           |
| 15   | ジョニー・ハーバート           | マイク・ロウ・モータースポーツ インター・スポーツ・レーシング | 8            |
| 16   | ポール・ラディシッチ           | マレー・テイラー・レーシング                                  | 7            |